# Herbert Tobias
Pour les articles homonymes, voir Tobias.
Herbert Tobias (né le 14 décembre 1924 à Dessau, mort le 17 août 1982 à Hambourg) est un photographe allemand spécialisé dans le noir et blanc. Il est aussi connu pour avoir donné à Christa Päffgen le surnom de Nico. Ses études de portraits, ses photos russes de la Seconde Guerre mondiale et ses photos homo-érotiques sont considérées comme particulièrement précieuses sur le plan artistique. 

## Biographie
Herbert Tobias, fils d'un armurier de Dessau, est autodidacte et apprend seul la photographie à l'âge de dix ans. S'il souhaite au départ devenir acteur, la mort prématurée de son père en 1936 l'en empêche et le pousse à travailler comme arpenteur à Höxter. Il est finalement enrôlé dans la Wehrmacht en 1942 et envoyé sur le front de l'Est, où il prend ses premières photos d'importance. Peu avant la fin de la guerre, il déserte et est fait prisonnier de guerre par l'armée américaine. Il est libéré fin 1945.
Après avoir fréquenté une école d'art dramatique à Siegburg, il est engagé sur la tournée du Niedersachsen-Bühne. En 1948, alors qu'il se trouve dans la région de Heidelberg, il fait la connaissance d'un employé civil de l'armée américaine et en tombe amoureux. C'est à cette époque qu'il fait son coming out homosexuel. En 1950, il est dénoncé aux autorités en vertu du paragraphe 175 et le couple est contraint de déménager à Paris.
C'est à Paris qu'il rencontre le célèbre photographe allemand Willy Maywald, pour lequel il devient retoucheur, et qui lui ouvre les portes du monde de la mode. À ce titre, ses premiers travaux paraissent dans le magazine Vogue en 1953. La même année, après avoir résisté lors d'une rafle policière dans le milieu homosexuel parisien, il est expulsé de France et retourne à Heidelberg. À partir d'octobre 1953, ses premières photos de mode paraissent dans des magazines allemands et un mois plus tard, il remporte le premier prix d'un concours de photos organisé par le Frankfurter Illustrierte Zeitung.
Il déménage ensuite à Berlin-Ouest, et sa première exposition individuelle a lieu en novembre 1954. C'est également à Berlin qu'il rencontre Nico, connue quelques années plus tard comme la chanteuse du groupe de rock américain The Velvet Underground.
Grâce à des publications dans de nombreux magazines renommés, Herbert Tobias devient, à partir de 1956, une référence incontournable dans le monde de la mode et du cinéma allemand. Il réalise à ce titre de nombreux portraits, notamment ceux d'Hildegard Knef, Zarah Leander, Valeska Gert, Amanda Lear, Klaus Kinski, Tatjana Gsovsky, Jean-Pierre Ponnelle, Andreas Baader. Il est également actif dans le milieu homosexuel berlinois et fréquente entre autres le Casino Kleist.
À partir de 1960, Tobias a de plus en plus de mal à se soumettre à la discipline de l'industrie de la mode et ses travaux se font nettement plus rares. En 1966, il se tourne vers le métier d'acteur et joue dans des productions théâtrales et cinématographiques. En 1969, après avoir déménagé à Hambourg-Altona, il ne peut survivre que grâce au soutien financier de ses amis et à quelques commandes, principalement des créations de pochettes de disques pour la Deutsche Grammophon Gesellschaft.
À partir de 1972, ses premiers travaux homo-érotiques paraissent dans différents magazines gays, notamment dans le magazine him (Zeitschrift) (de). En 1981, des expositions très remarquées de son œuvre ont lieu à Amsterdam et à Berlin, ce qui l'incite à recopier systématiquement d'anciens négatifs et à les étiqueter.
Il tombé gravement malade en février 1982 et meurt du SIDA à l'âge de 57 ans la même année, avant d'être inhumé au cimetière d'Altona. Il est alors l'une des premières célébrités à mourir du SIDA en Allemagne.
Dans son testament, Tobias lègue son héritage photographique à la Berlinische Galerie, qui lui consacre une grande rétrospective en 2008. Cette exposition est également présentée aux Deichtorhallen de Hambourg en 2009.